# Bradysia vagans
Bradysia vagans är en tvåvingeart som först beskrevs av Johannes Winnertz 1868.  Bradysia vagans ingår i släktet Bradysia och familjen sorgmyggor.
Artens utbredningsområde är Polen. Arten är reproducerande i Sverige. Inga underarter finns listade i Catalogue of Life.